# Xavier Casp
Pour les articles homonymes, voir Casp.
Francesc Xavier Casp i Verger, plus connu comme Xavier Casp, né  à Carlet le 7 octobre 1915 et mort à Valence (Espagne) le 11 novembre 2004, est un poète d'expression catalane et militant politique valencianiste.
Profondément catholique, il remporte plusieurs prix prestigieux de poésie catalane au début du franquisme.
À partir de la transition démocratique, il est surtout connu pour avoir apporté sa caution au blavérisme, mouvement anticatalaniste revendiquant le sécessionisme linguistique valencien,,.

## Biographie
Xavier Casp naît à Carlet (Ribera Alta) le 7 octobre 1915.
Il milite dans jeunesse dans la Droite régionale valencienne (DRV), parti conservateur et catholique. Dans les années de la Seconde République il devient membre de Lo Rat Penat et de Acció Nacionalista Valenciana, regroupant le secteur le plus nationaliste de la DRV, dont il est un temps secrétaire général. Il contribue à son organe d'expression Acció. Au cours de la guerre civile il lutte dans le camp républicain ; une fois la guerre perdue, il fut emprisonné à Torremolinos (province de Malaga). Durant l'après-guerre, il fut exclu de Lo Rat Penat en raison de son républicanisme.
Il doit peut-être sa vocation poétique à l'influence de son frère Vicent (ca) et de Josep Maria Bayarri dont il est un disciple,.

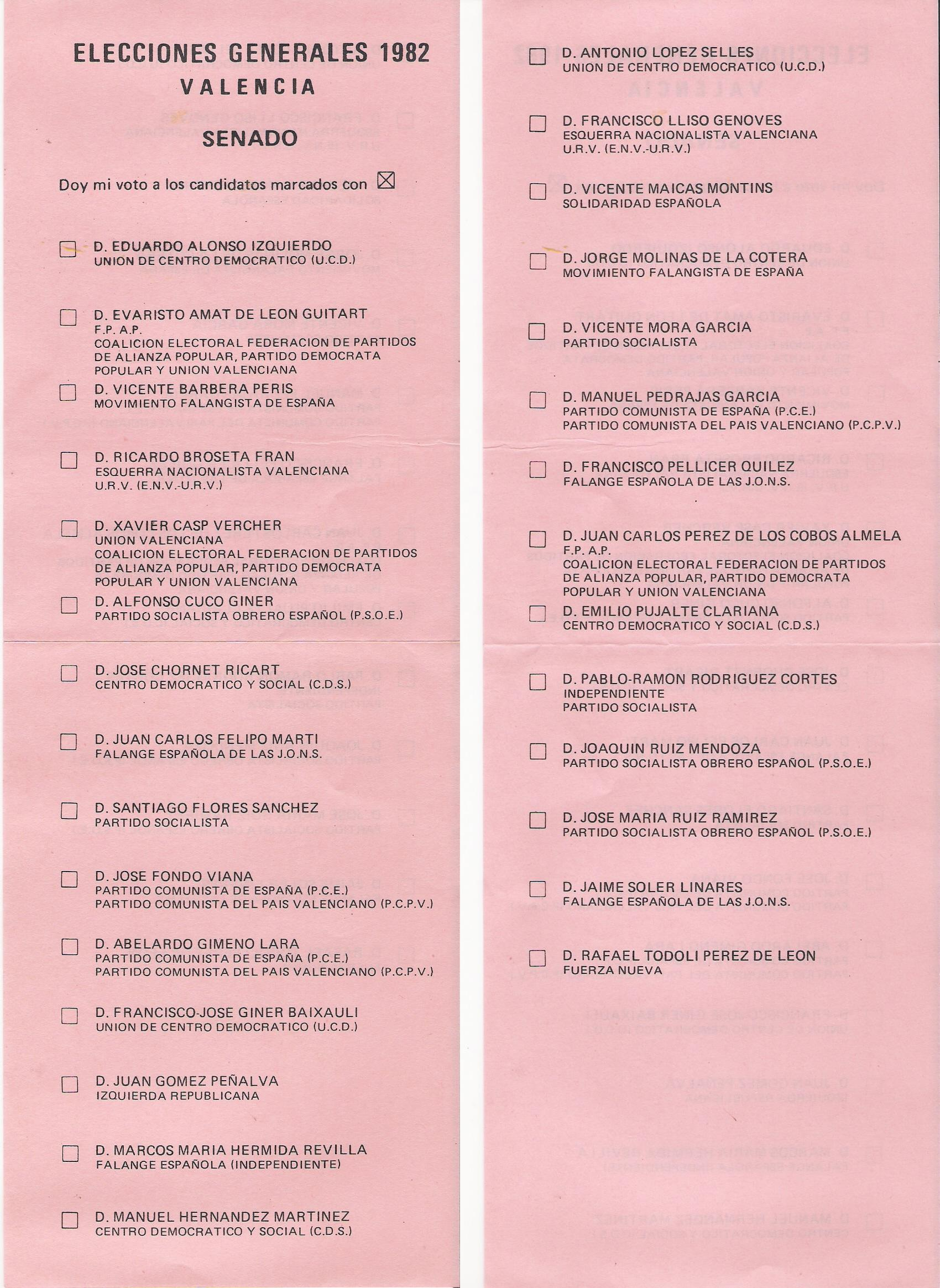
En 1982,Xavier Casp fut candidat au Sénat sous la bannière d'Unió Valenciana.

Il publie ses premiers vers dans la revue El Vers Valencià grâce à Bayarri et fonde la revue littéraire trimestrielle Esclat. En 1943, il fonde, avec son inséparable ami Miquel Adlert, Editorial Torre, qui réussit à éditer de façon régulière les premiers livre en valencien du franquisme,, ; parmi les auteurs publiés figuraient Jaume Bru, Joan Fuster, Josep Iborra, Emili Beüt, Enric Valor, Manuel Sanchis Guarner, Maria Beneyto et Vicent Andrés Estellés.
Durant le franquisme, Xavier Casp remporte plusieurs prix de littérature catalane : prix de poésie de Majorque en 1950 et deux prix des Jeux floraux de langue catalane en exil (Fleur naturelle à Perpignan en 1950) et Églantine d'or en 1951 à New York.
Dans une lettre à la revue catalane Serra d'or publiée le 6 juin 1961, Casp et Adlert Casp et Adlert s'opposent à la dénomination de « pays catalans » car elle mettait selon eux trop l'emphase sur la diversité des territoires qui l'intègrent, lui préférant la proposition, plus unitaire, de « communauté catalanique » (« comunitat catalànica ») : « Pour l'ensemble de Valence, Majorque et la Catalogne, nous acceptons la dénomination suggérée par Miquel Adlert (qui fut pendant des années juge à Morella durant le franquisme) de 'Comunitat Catalànica', où le premier mot indique le type le type d'union qui existait et est celui que nous acceptons, et la seconde l'affirme l'unité de la langue et de la culture, tout en donnant un gentilé commun et nouveau pour tous, et ainsi nous conservons les anciens, avec les dénominations de toujours pour nos terres,.
Entre les années 1960 et 1970, il fut de nouveau admis à Lo Rat penat et, avec Adlert, adoptèrent une posture de plus en plus proche du blavérisme. Il fut ainsi l'un des impulseurs de l'Academia de Cultura Valenciana (ACV) et des normes sécessionnistes dites Normes del Puig, et « dès lors se consacra, en compagnie d'Adlert, à défaire tout ce que pendant la plus grande partie de sa vie il avait essayé de construire »,.
Il fut élu député aux Corts valenciennes pour Unió Valenciana. Entre janvier 1982 et juin 2002 il fut membre du Consell valencià de cultura, et président de Lo Rat Penat entre 1980 et 1982. En juin 2001 il accepta, après de fortes réticences, d'intégrer l'Académie valencienne de la langue. L'entrée de Xavier Casp à l'AVL, alors qu'il était encore doyen de l'Académie royale de la Culture valencienne, fut un coup dur pour le blavérisme, lui valant d'être invectivé par une trentaine de partisans l'accusant de traîtrise. Casp, âgé de 84 ans, dut être évacué sous escorte policière. Il démissionna le 10 septembre 2002, alléguant des problèmes de santé.

## Œuvre poétique
Manuel Sanchis Guarner classe Xavier Casp parmi les « poètes intimistes » de l'après-guerre valencienne. Sa poésie est empreinte de lyrisme et de foi catholique.
Malgré quelques récompenses et publications hors du Pays valencien, sa renommée littéraire est essentiellement restreinte à ce territoire.
Dans son recueil de poèmes Jo sense tu (1948), Casp dépeint un monde rural lumineux. Un monde caractérisé par des couleurs comme le bleu, l'or, le bronze, le rose, le blanc, le doré, la présence constante d'éléments naturels tels que le soleil, le vent, les fleurs, le ciel, la dominance du vert de la huerta et les scènes quotidiennes idylliques des populations champêtres, :
« [...]

Retornàvem ... A contrallum,

feia fantàstica sensació

veure la barca que creuava el riu

tornant el més tardà dels llauradors.

Dret al fons de la barca,

estirava la corda peresós.

I la corda, lligada

de tronc a tronc,

feia estremir

d'una banda el somrís altiu del xop

i de l'altra el vell plor del salze vell

que en la soca té els anys a retorçons... »
« [...] Nous revenions... À contre-jour,

voir la barque qui traversait la rivière

en ramenant le dernier des laboureurs

offrait une sensation fantastique.

Droit au fond de la barque,

il tirait sur la corde paresseux.

Et la corde, nouée de tronc à tronc,

faisait frémir

d'un côté le fier sourire du peuplier

et de l'autre les vieux pleurs du vieux saule [...] »
Sa littéraire religieuse d'après-guerre, par exemple  On vaig, senyor (1949), est dans la lignée de celle d'autres auteurs valenciens comme Vicente Gaos (Arcángel de mi noche, 1944) ou Carles Salvador, exprimant de profonds sentiments et parfaitement en phase avec l'orthodoxie officielle.
Son recueil de poèmes Jo, cap de casa (1962) est dédié « à tous ceux qui, maintenant, en ce moment, sont pères. Et à tous ceux qui, s'ils ne le sont pas, ce n'est pas par manque de volonté ». Un recueil de poèmes sur la nucléarisation familiale, où la vie tourne autour du chef de famille, un être clé qui assume la responsabilité verticale dans la construction de la famille, mais aussi avec la vie et la patrie. Un recueil de poèmes sur les valeurs dominantes du moment (famille, religion, mariage, maison, messe dominicale et football, le travail...) qui devient un portrait vivant de l'actualité de cette époque .

## Publications
En 2009, furent publiées ses œuvres complètes.
Ses premières œuvres furent écrites selon les Normes de Castellón ; à partir des années 1979 il adopta les normes de la RACV et réécrivit une partie de son œuvre antérieure selon celles-ci.
- Volar (1943)
- La inquietud en calma (1945)
- Jo sense tu (1948)
- On vaig, Senyor? (1949)
- Aires de cançó (1950)
- Goig (1953)
- Poema dramàticament esperançat (1956)
- Jo, cap de casa (1962)
- D’amar-te, Amor (1963)
- Silenci (1970), prix "Valencia de literatura"
- Confesión con Ausiàs March, (1973)
- Vinatea (1975)
- Gran Sonata de la Patria (1981).

### Vidéographie
- (ca) Del roig al blau. la transició valenciana, de Llorenç  Soler, de Miquel  Francés, Universitat de València, 2004, DVC-PRO [présentation en ligne]